# Tata Mustangs 2011
Questa voce raccoglie le informazioni riguardanti i Tata Mustangs nelle competizioni ufficiali della stagione 2011.

## Maschile

### Divízió II 2011

#### Stagione regolare
| 26 marzo 2011 2ª giornata | Tata Mustangs | 16 – 39 | Újpest Bulldogs |  |

| 30 aprile 2011 7ª giornata | Tata Mustangs | 40 – 38 | Pécs Gringos |  |

| 14 maggio 2011 9ª giornata | Debrecen Gladiators | 20 – 46 | Tata Mustangs |  |

| Budapest 22 maggio 2011 10ª giornata | Budapest Hurricanes | 47 – 12 | Tata Mustangs | Építők Sporthostel |

| 12 giugno 2011 13ª giornata | Tata Mustangs | 8 – 9 | Budapest Wolves 2 |  |

#### Playoff
| Budapest 19 giugno 2011 Wild Card | Újpest Bulldogs | 49 – 14 | Tata Mustangs | Stadio Rudolf Illovszky |

### Statistiche di squadra
| Competizione      | %Vittorie | In casa | In casa | In casa | In casa | In casa | In casa | In trasferta | In trasferta | In trasferta | In trasferta | In trasferta | In trasferta | Totale | Totale | Totale | Totale | Totale | Totale |
| Competizione      | %Vittorie | G       | V       | N       | P       | Pf      | Ps      | G            | V            | N            | P            | Pf           | Ps           | G      | V      | N      | P      | Pf     | Ps     |
| ----------------- | --------- | ------- | ------- | ------- | ------- | ------- | ------- | ------------ | ------------ | ------------ | ------------ | ------------ | ------------ | ------ | ------ | ------ | ------ | ------ | ------ |
| Stagione regolare | .400      | 3       | 1       | 0       | 2       | 64      | 86      | 2            | 1            | 0            | 1            | 58           | 67           | 5      | 2      | 0      | 3      | 122    | 153    |
| Playoff           | .000      | 0       | 0       | 0       | 0       | 0       | 0       | 1            | 0            | 0            | 1            | 14           | 49           | 1      | 0      | 0      | 1      | 14     | 49     |
| Totale            | .375      | 3       | 1       | 0       | 2       | 64      | 86      | 3            | 1            | 0            | 2            | 72           | 116          | 6      | 2      | 0      | 4      | 136    | 202    |